# MV Teratai Prima
El MV Teratai Prima fue un transbordador que se hundió el 11 de enero de 2009, alrededor de las 04:00 hora local (10 de enero, 21:00 UTC). Transportaba a más de 300 personas y volcó en el estrecho de Makassar, frente a la Provincia de Célebes Occidental, en Indonesia. Los supervivientes afirmaron que el transbordador había sido golpeado por olas de 4 metros (13 pies) dos veces. La primera golpeó con tanta fuerza que el barco se desequilibró (los testigos dijeron que el ángulo se acercaba a los 30 grados), antes de que otra ola golpeara desde una dirección diferente y hundiera el buque.
Las autoridades indonesias indicaron que más de 300 personas se encontraban a bordo del transbordador hundido. En los días siguientes, 35 sobrevivientes fueron evacuados del lugar del naufragio. Más de 300 personas fueron dadas por desaparecidas, todas ellas presuntamente muertas. Con la muerte de más de 300 personas, el naufragio se considera el desastre marítimo más mortífero en Indonesia desde el hundimiento del MV Senopati Nusantara en 2006.
El Comité Nacional de Seguridad en el Transporte indonesio publicó el informe final. La investigación concluyó que el transbordador iba sobrecargado durante el hundimiento. El capitán también había ignorado las advertencias de mal tiempo de los funcionarios de la agencia meteorológica local. Una investigación posterior reveló que durante el desastre, el agua se filtró al compartimiento del motor. La investigación también reveló que la carga no estaba correctamente estibada, por lo que el centro de gravedad del transbordador se había desplazado. El transbordador perdió su estabilidad y volcó de costado.

## Hundimiento
El MV Teratai Prima era un ferry de pasajeros y carga que operaba un servicio regular y programado entre islas entre Pare-Pare, en Sulawesi del Sur, y Samarinda, la capital de la Provincia de Borneo Meridional, en Borneo. El transbordador partió del puerto de Pare-Pare a las 19:00 WITA (UTC+8), con 365 pasajeros y tripulantes a bordo, junto con una carga, principalmente arroz, que pesaba alrededor de 443 toneladas (443 000 kg; 977 000 lb). El clima cuando el buque partió de Pare-Pare todavía estaba en condiciones aceptables, con llovizna, según se informó.
Alrededor de las 02:00 hora local, la tripulación del Teratai Prima comunicó a los operadores del servicio de ferry en Pare-Pare que el barco había sido golpeado por un tornado. Esta fue la última transmisión registrada desde el ferry.
A las 04:00 hora local, el MV Teratai Prima llegó a una zona llamada Batu Roro. Para entonces, las condiciones meteorológicas se habían vuelto adversas, con olas que, según se informó, alcanzaron una altura de 3 a 4 metros (9,8 a 13,1 pies). Los datos del radar local mostraron que el ferry se encontraba en una situación de tormenta. Cuando las olas golpearon repetidamente el barco, comenzó a balancearse y luego a inclinarse hacia un lado, alcanzando un ángulo de 30 grados. Cuando otra ola golpeó el ferry, volcó de inmediato sobre su costado de estribor.
Los supervivientes afirmaron que la mayoría de los pasajeros estaban durmiendo en la cubierta de pasajeros en el momento en que se produjo el vuelco, tras lo cual el transbordador se hundió inmediatamente. Dado que el desastre se produjo en un lapso de tiempo inferior a 5 minutos, la mayoría de los pasajeros no habrían tenido tiempo suficiente para reaccionar, y el buque se hundió con más de 300 personas atrapadas en su interior.